# Oxalis bipartita

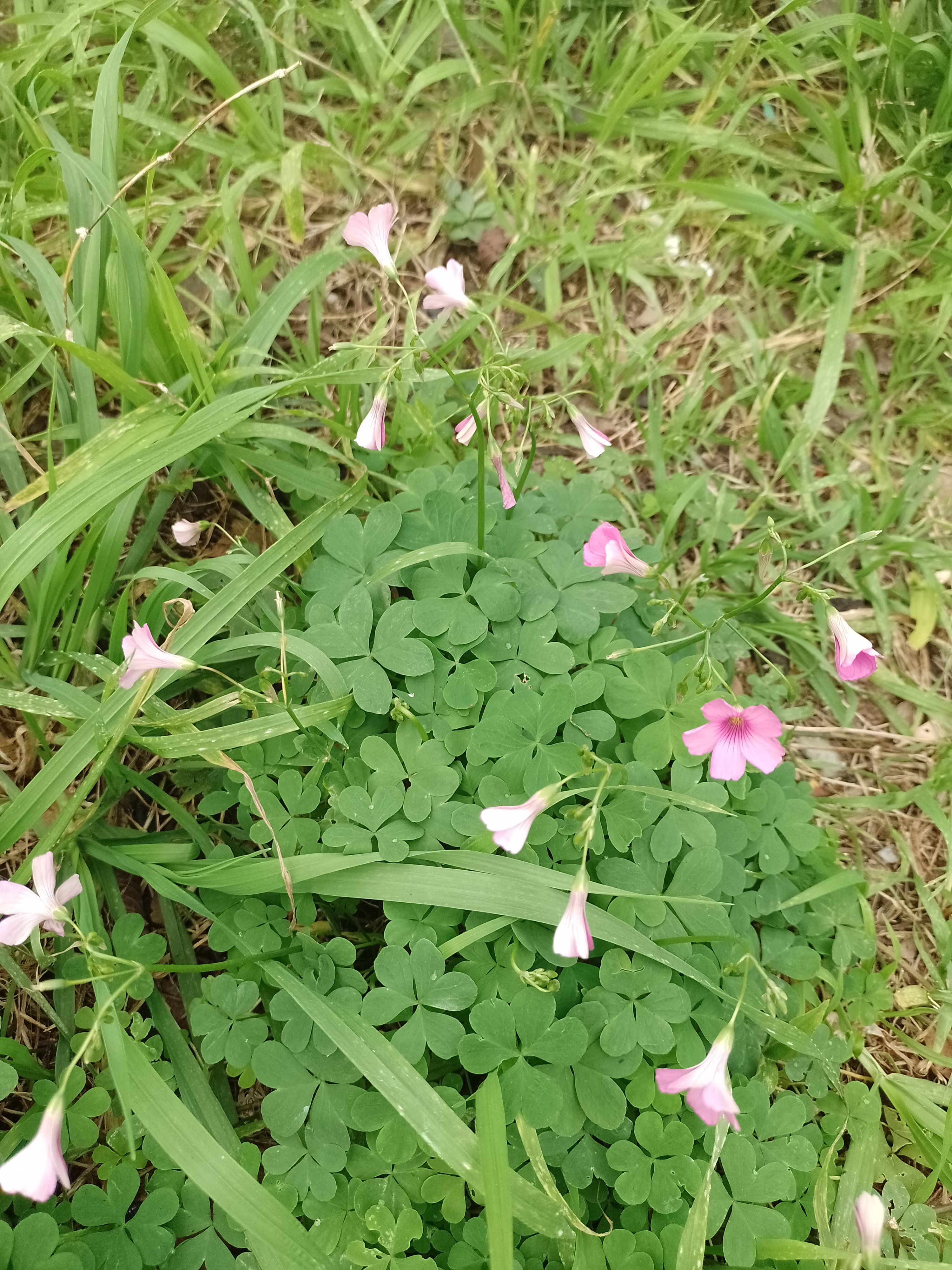
Oxalis bipartita flores

Oxalis bipartita é uma espécie de planta do gênero Oxalis, nativa do norte da Argentina, Uruguai, e do Brasil, podendo ser encontrada na Região Sul, em São Paulo e em Minas Gerais, em biomas de Mata Atlântica e Pampas.

## Descrição
É uma planta perene que atinge de 20 a 30 cm. Suas flores são cor de rosa e dispostas de forma espiralada.